# Nycteola svecius
Nycteola svecius är en fjärilsart som beskrevs av Felix Bryk 1941. Nycteola svecius ingår i släktet Nycteola och familjen trågspinnare. Inga underarter finns listade i Catalogue of Life.